# Operación Palace
Operación Palace va ser un fals documental produït per la cadena de televisió La Sexta d'Espanya i dirigit per Jordi Évole sobre el cop d'estat a Espanya de 1981. Va ser transmès el 23 de febrer de 2014, en ocasió del 33è aniversari del succés. El documental aprofundia en una més de les teories que s'han formulat per a explicar el 23-F.

## Contingut
El programa es presentava com un documental de recerca. Alguns mitjans ho van anticipar com un programa especial en el qual el periodista Jordi Évole indagaria en qüestions que encara es mantenien fosques entorn del 23-F i en el qual es debatrien els seus interrogants.
En diverses entrevistes concedides per figures polítiques de l'època de l'esdeveniment històric, informats del contingut del programa, entre els quals es trobaven Joaquín Leguina, Federico Mayor Zaragoza, Iñaki Anasagasti, Jorge Verstrynge i Felipe Alcaraz i amb el testimoni de periodistes com Iñaki Gabilondo, Luis María Anson, Fernando Ónega i l'historiador Andreu Mayayo, el fals documental plantejava que l'intent de cop del 23-F havia estat un muntatge polític. Segons aquest, el Govern d'Adolfo Suárez va planejar un fals cop d'estat i les imatges transmeses per Televisió Espanyola de l'assalt al Congrés haurien estat dirigides i rodades pel cineasta José Luis Garci, després d'haver considerat per a tal tasca altres noms com el de l'actor i director teatral Josep Maria Flotats o l'andalús Manuel Summers. El documental a més suggeria que en recompensa pels seus serveis o en pagament pel seu silenci, Garci hauria obtingut, a través de l'acció diplomàtica del Govern espanyol amb el seu homòleg estatunidenc, els seus posteriors premis Oscar.
El programa, emprant tant testimoniatges com imatges d'arxiu, abundava en detalls sobre com el Govern de l'època, de connivència amb els principals líders de l'oposició política i amb el beneplàcit del llavors rei Joan Carles I, havia gestat i desenvolupat el muntatge. Segons algun dels testimoniatges presentats en el documental, el pla aprovat pel rei pretenia en últim terme substituir el Govern d'Adolfo Suárez per un altre d'unitat nacional, creant un fictici cop d'estat per a legitimar davant l'opinió pública aquesta mesura, pla amb el qual haurien estat d'acord alguns personatges seleccionats de la UCD, el PSOE i el PCE, com a col·laboradors.

## Objectiu
L'objectiu del programa era denunciar la falta de transparència de l'Estat espanyol amb els seus ciutadans, qui encara, trenta-tres anys després, no disposaven de tota la informació referent a l'intent de cop d'Estat, donant a entendre, que aquesta falta de transparència, permet crear faules informatives o teories de conspiració de tota classe, tan legitimats com la versió oficial difosa en 1981 i que es manté en l'actualitat. A més, també pretenia crear un sentit crític en els espectadors, servir-los com a crit d'atenció perquè siguin capaços de filtrar i de contrastar les informacions que reben diàriament en els diferents mitjans de masses.

## Reaccions
L'exhibició del documental va generar reaccions oposades en el públic i van aconseguir una enorme repercussió en premsa escrita i xarxes socials, convertint-se en l'emissió, de caràcter no esportiu, més vista en la història de la cadena, amb 5,2 milions d'espectadors i un 23,9% de quota de pantalla.
Representants del món de la cultura com David Trueba o Josep Maria Flotats es van manifestar positivament sobre el treball realitzat en el presumpte fals documental, si bé també es van abocar crítiques negatives.

### En les xarxes socials
Durant l'emissió del documental, els comentaris en les xarxes socials van ser nombrosos. Així en la xarxa social Twitter el programa va ser trending topic, tant nacional com mundial, gràcies als més de 256.000 esments rebuts en aquest hashtag. Beatriz Talegón, la secretària general de la Unió Internacional de Joves Socialistes, va tuitar frases com: «Tant de bo el que diuen en el documental no l'haguéssim llegit abans en recerques serioses! Però sí… Ale, espavileu que ens prenen el pèl». No va ser l'única a precipitar-se a l'hora de comentar el presumpte fals documental i va haver-hi nombrosos esborrats en les xarxes socials després de revelar-se el propòsit del programa.

## Paròdia
Al segon canal d'Euskal Telebista, es va emetre una paròdia anomenada: Operación Palacete, la sàtira que involucra diversos militants del PNV.